# A. C. Grayling

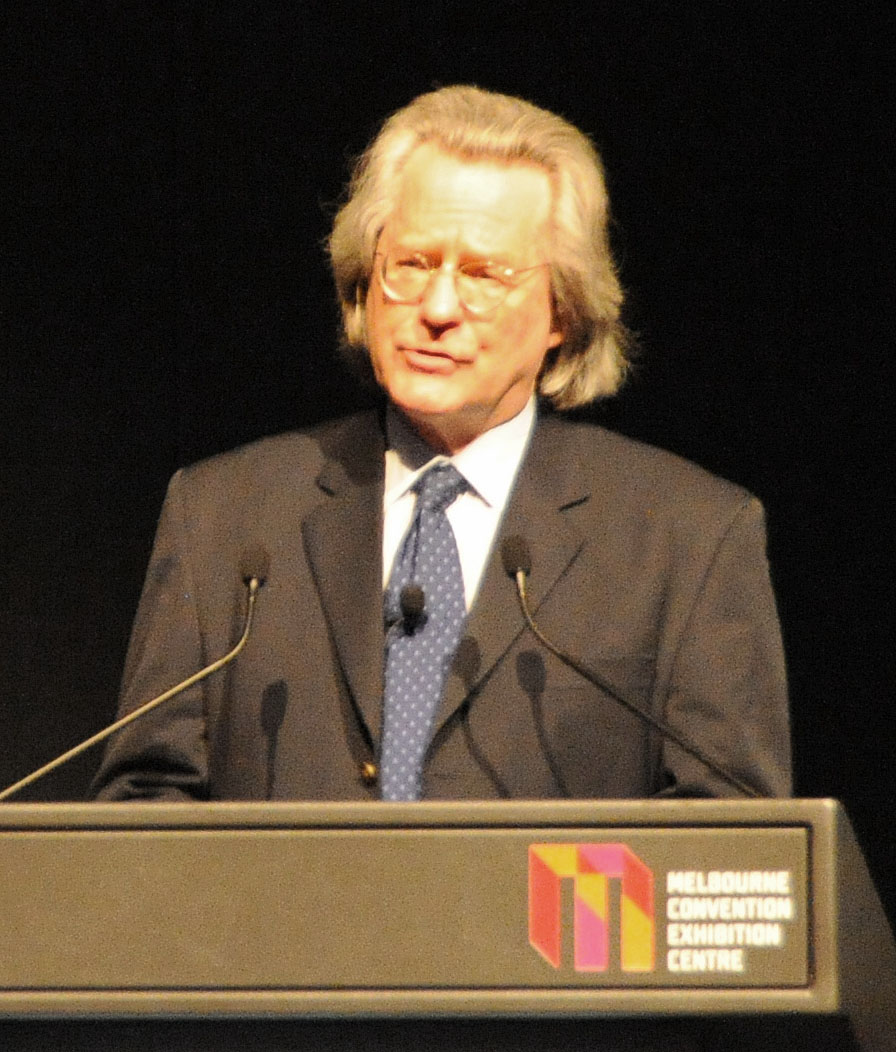
Grayling im März 2010 als Redner auf der Global Atheist Convention

A. C. Grayling, CBE, FRSA (Anthony Clifford Grayling; * 3. April 1949) ist ein britischer Philosoph und Schriftsteller. Er ist Professor für Philosophie am Birkbeck-College der Universität London und ein außerplanmäßiges Mitglied des zur Universität Oxford gehörenden St Anne’s College. Er hat den akademischen Grad eines Master, einen philosophischen Doktorgrad von der Universität Oxford und ist Mitglied der Königlichen Gesellschaft für Literatur und der Königlichen Gesellschaft der Künste. Er setzt sich für die Trennung von Religion und Staat und den Atheismus ein. 2010 gründete Grayling das New College of the Humanities, das im September 2012 den Unterricht aufnehmen soll.

## Leben und Ausbildungsgang
Grayling wurde in der sambischen Stadt Luanshya geboren und verbrachte seine prägenden Jugendjahre in der ostafrikanischen Gemeinschaft der Auslandsbriten. Seine erste Begegnung mit philosophischer Literatur hatte er mit zwölf Jahren, als er eine englische Übersetzung von Platos Dialog Charmides las. Mit vierzehn Jahren las er die Biographical History of Philosophy (1846) von George Henry Lewes (1817–1878). Dieses Werk bestärkte ihn maßgeblich in seinem Wunsch, Philosophie zu studieren. Grayling bemerkte später zu diesem Buch, „Es brachte Ordnung in mein vordem willkürliches Lesen und begründete meine Berufung.“
Nachdem er als Jugendlicher nach England zurückgekehrt war, studierte Grayling, während er gleichzeitig als externer Student für ein Vordiplom der Universität London studierte, an der Universität Sussex und am Magdalen College in Oxford, wo er 1981 seinen Doktorgrad erwarb. Das Thema seiner Doktorarbeit lautete Skeptizismus und transzendentale Argumente. Sie wurde betreut von den Philosophen Peter Strawson und A. J. Ayer. Grayling war Philosophiedozent am St Anne’s College in Oxford, bevor er eine Stelle am Birkbeck-College der Universität London antrat, wo er Vorlesungen über Philosophie hielt und später Philosophieprofessor wurde. Grayling schreibt außerdem regelmäßig für das Magazin Prospect. 

## Akademische Interessen
Grayling beschäftigt sich vor allem mit Erkenntnistheorie, Metaphysik und philosophischer Logik. Er verbindet diese Themen, um das Verhältnis zwischen Verstand und Welt zu bestimmen, und stellt dabei die Vorstellungen des Skeptizismus auf die Probe. Seine Argumente hat er in einer Anzahl von Veröffentlichungen erläutert, darunter The Refutation of Scepticism (1985), Berkeley: The Central Arguments (1986), Wittgenstein (1988, 1999 auch auf Deutsch), Russell (1996) und Truth, Meaning and Realism (2007). Grayling benutzt die philosophische Logik, um den Argumenten des Skeptizismus entgegenzutreten, wobei er herkömmliche Vorstellungen der Realismusdebatte durchleuchtet und damit zusammenhängende Ansichten über Wahrheit und Bedeutung entwickelt. Beschrieben hat er seine Vorstellungen in den letzten Kapiteln von An Introduction to Philosophical Logic (1982; dritte Auflage 1998) und weiterentwickelt in einer Reihe von Schriften, darunter Epistemology and Realism (1991-2) und Independence and Transcendence: The Independence Thesis and Realism (1998). In diesen Publikationen bringt er die Idee vor, dass wir Realismus für eine in erster Linie erkenntnistheoretische – statt einer metaphysischen oder einer semantischen – Vorstellung über das Verhältnis von Verstand und Welt halten sollten.
Grayling hat vielerorten über zeitgenössische Themen wie Kriegsverbrechen, die Legalisierung von Drogen, Sterbehilfe, Säkularismus und Menschenrechte geschrieben. Gemäß seiner Überzeugung, dass Philosophen in öffentliche Debatten eingreifen sollen, wendet er als Kommentator in Radio und Fernsehen eine philosophische Sichtweise auf Alltagsthemen an. Zwischen 1999 und 2002 schrieb er unter dem Titel The Last Word eine wöchentliche Kolumne in The Guardian. In diesen Beiträgen, die auch die Grundlage für eine Reihe allgemeinverständlicher Bücher wurden (beginnend 2001 mit The Meaning of Things), machte Grayling Grundlagen der Philosophie Laien zugänglich. Er trägt regelmäßig bei zur Kommentarseite Comment is free von Guardian Unlimited, dem Online-Angebot von The Guardian, und schreibt seit vier Jahren eine monatliche Kolumne für The Dubliner, ein kleines Stadtmagazin.
Im Juni 2011 erregte Graylings Neugründung einer privatwirtschaftlichen Hochschule mit rein geisteswissenschaftlicher Ausrichtung, New College of the Humanities, in London Aufmerksamkeit der großen Medien. Die dort zu erwerbenden wissenschaftlichen Abschlüsse entsprächen indes nur denen der University of London, was angesichts Gebühren von £18,000 im Jahr Kosten-Nutzen-Kritiker auf den Plan rief. Bei einem Vortrag Graylings in einer Londoner Buchhandlung gab es sogar einen Rauchbomben-Störfall wegen seiner vorgeblichen Abkehr vom System öffentlicher Bildung. Andere Kommentatoren betonten, dass der Sturm der Kritiker über die angebliche Etablierung des US-amerikanischen kommerziellen Hochschul-Systems übertrieben sei, da die Geisteswissenschaften im Land von der Regierung eklatant vernachlässigt würden.
Grayling nimmt aktiv an der öffentlichen Debatte um Auswege aus der Klimakrise teil. So ist er Mitunterzeichner eines im Dezember 2018 veröffentlichten offenen Briefes, in welchem der Politik ein Scheitern bei der Thematisierung der Krise vorgeworfen wird und dazu aufgerufen wird, sich Bewegungen wie Extinction Rebellion anzuschließen und einen Konsumverzicht zu leisten.

## Ämter und Mitgliedschaften
- Mitglied der Royal Society of Literature
- Mitglied der Royal Society of Arts
- Mitglied des Weltwirtschaftsforums
- Mitherausgeber von Reason in Practice und Prospect Magazine
- Gast der Britischen Akademie beim Institut für Philosophie an der Chinesischen Akademie der Sozialwissenschaften (1986)
- Direktor der Chinesisch-britischen Sommerschule der Philosophie in Peking (1988, 1993)
- Jan-Hus-Gastmitglied am Philosophischen Institut der Akademie der Wissenschaften der Tschechischen Republik (1994 und 1996)
- Leverhulme Trust Research-Mitgliedschaft (1998)
- Ehrenmitglied der Aristotelian Society (1993–2001)
- Gifford Lecturer an der Universität Glasgow (2005)
- Ehemaliger Vorsitzender von June Fourth, einer Menschenrechtsorganisation für die Volksrepublik China
- Ehrenmitglied der National Secular Society
- Vizepräsident der British Humanist Association

## Werke (Auswahl)
Monographien
- An Introduction to Philosophical Logic. 1982, ISBN 0-389-20299-1; zweite Auflage 1990, ISBN 0-7156-2353-2; dritte Auflage 1997, ISBN 0-631-20655-8
- The Refutation of Scepticism. 1985, ISBN 0-7156-1922-5
- Berkeley: The Central Arguments. 1986, ISBN 0-7156-2065-7
- The Future of Moral Values. 1997, ISBN 0-297-81973-9
- The Meaning of Things: Applying Philosophy to Life. 2001, ISBN 0-297-60758-8 (Titel der US-Ausgabe Meditations for the Humanist: Ethics for a Secular Age)
- The Reason of Things: Living with Philosophy. 2002, ISBN 0-297-82935-1 (Titel der US-Ausgabe Life, Sex, and Ideas: The Good Life Without God)
- What Is Good? The Search for the Best Way to Live. 2003, ISBN 0-297-84132-7
- The Mystery of Things. 2004, ISBN 0-297-64559-5
- The Heart of Things: Applying Philosophy to the 21st Century. 2005, ISBN 0-297-84819-4
  - The Compulsive Votary, Rezension von Antonella Gambotto-Burke, ursprünglich erschienen in The Weekend Australian
- Among the Dead Cities: Was the Allied Bombing of Civilians in WWII a Necessity or a Crime? 2006, ISBN 0-7475-7671-8
  - dt. Ausgabe: Die toten Städte. Waren die alliierten Bombenangriffe Kriegsverbrechen? Bertelsmann, München 2007, ISBN 978-3-570-00845-4
    - Eklatanter Verstoß gegen das Sittengesetz, Rezension von Rudolf Walther in der Zeit vom 15. Februar 2007
    - Bert Hoppe: Zerstören, was man treffen kann. Rezension. In: www.berlinonline.de. Berliner Zeitung, 20. März 2007, abgerufen am 8. Juli 2013.
    - Die Moral des Philosophen, Rezension von Rolf-Dieter Müller in der Frankfurter Allgemeinen Zeitung vom 4. August 2007
- Towards The Light. 2007, ISBN 978-0-8027-1636-1 (Titel der US-Ausgabe Towards the Light of Liberty)
- The Choice of Hercules. 2007
- Thinking of Answers: Questions in the Philosophy of Everyday Life 2010. ISBN 978-1-4088-0598-5
- The Good Book 2011. ISBN 978-0-8027-1737-5
- The God Argument 2013. ISBN 978-1-62040-190-3
- Friendship 2013.[8]
- The Age of Genius. The Seventeenth Century and the Birth of the Modern Mind. Bloomsbury, 2016
- Die Grenzen des Wissens. Was wissen wir von dem, was wir nicht wissen? Hirzel, Stuttgart 2023, ISBN 978-3-7776-3085-4.

Essays
- Against All Gods: Six Polemics on Religion and an Essay on Kindness. 2007, ISBN 978-1-84002-728-0
- The Form of Things: Essays on Life, Ideas and Liberty in the 21st Century. 2006, ISBN 0-297-85167-5
- Truth, Meaning and Realism: Essays in the Philosophy of Thought. 2007, ISBN 978-0-8264-9748-2

Biografien
- Russell. 1996, ISBN 0-19-287683-X
- Wittgenstein. 1988, ISBN 0-19-287676-7
  - dt. Ausgabe: Wittgenstein. Herder, Freiburg/Basel/Wien 1999, ISBN 3-451-04739-X
- The Quarrel of the Age: The Life and Times of William Hazlitt 2000, ISBN 0-297-64322-3
- Descartes: The Life of René Descartes and Its Place in His Times 2005, ISBN 0-7432-3147-3

Herausgeber
- mit Susan Whitfield: China: A Literary Companion. 1994, ISBN 0-7195-5353-9
- Philosophy: A Guide Through the Subject. 1995, ISBN 0-19-875156-7.
- Philosophy 2: Further Through the Subject. 1998, ISBN 0-19-875179-6, ed.
- mit Andrew Pyle und Naomi Goulder (Hrsg.): The Continuum Encyclopedia of British Philosophy. 2006, ISBN 1-84371-141-9